# Bill Goldberg
William Scott "Bill" Goldberg(n. 27 decembrie 1966, Tulsa, Oklahoma, SUA) este un luptător profesionist, actor, fost jucător de fotbal american și fost comentator de arte marțiale mixte american,  care în prezent lucrează în WWE în brandul SmackDown. Acesta este mai bine cunoscut pentru timpul său în World Championship Wrestling (WCW).

## Cariera de wrestler profesionist

### World Wrestling Entertainment (2003-2004)
Goldberg a fost angajat pentru un an de World Wrestling Entertainment (WWE), în martie 2003. A debutat in WWE pe 31 martie din anul 2003 într-un episod din RAW, noaptea de după WrestleMania XIX , și imediat a început un feud cu The Rock atunci când este supus la o Suliță. Feudul cu The Rock s-a încheiat la Backlash, câștigând Goldberg lupta. În următoarea jumătate de an, a avut o altă dungă de victorii, învingând oameni, pre-cum Three Minute Warning, Christian într-un Steel Cage Match sau Chris Jericho, cu care a avut un conflict care s-a încheiat la Bad Blood cu victorie pentru Goldberg. 
După aceasta, a început un feud cu Campionul Mondial de Categorie Grea Triple H, s-a confruntat cu echipa sa  Evolution. În cele din urmă, a avut o șansă pentru campionat la SummerSlam în cea de-a doua Cameră a Eliminări din istorie. În luptă s-a confruntat cu Shawn Michaels, Randy Orton, Kevin Nash, Chris Jericho si Triple H eliminăndu-l pe Michaels, Jericho si Orton, dar a fost eliminat de Triple H, după ce la lovit cu un ciocan de lemn. Cu toate acestea, a avut o altă șansă în Unforgiven, unde Goldberg l-a învins pe Triple H și a câștigat campionatul. În timpul domniei sale l-a aparat la Survivor Series împotriva lui Triple H, la reținut împotriva lui Shawn Michaels într-un episod din RAW, dar la pierdut la Armageddon împotriva lui Triple H într-o luptă în care a fost implicat, de asemenea, Kane. 
A avut apoi o serie de confruntări verbale cu Brock Lesnar, de a începe un feud cu el când, la Royal Rumble, la intrarea cu numărul 30, a fost atacat de el și eliminat de către Kurt Angle. Ca răzbunare, Goldberg s-a implicat în lupta pentru Campionat WWE de la Lesnar la No Way Out dintre Lesnar și Eddie Guerrero, oferindui războinic victoria. Lesnar și Goldberg s-au confruntat la WrestleMania XX, în care Stone Cold a fost arbitru special, câștigând Goldberg lupta. După aceasta, WWE i-a oferit un nou contract, dar Goldberg a refuzat să semneze pentru disconfortul lui cu compania.

### Întoarcerea în WWE (2016-prezent)

#### Campionatul Universal și introducerea în Hall of Fame
Pe 31 mai  2016 la Raw, Goldberg a fost anunțat ca un jucător de pre-comanda pentru jocul video WWE 2K17. Pe 3 octombrie, în SportsCenter, Goldberg a anunțat că o revenire in WWE nu era înafara planurilor sale.
Acest lucru a condus la faptul că, pe 10 octombrie, la Raw, Paul Heyman la provocat pe Goldberg să se confrunte cu Brock Lesnar. Pe 17 octombrie, la Raw, Goldberg a făcut întoarcerea sa la WWE dupa 12 ani, acceptând provocarea de la Heyman. Mai târziu, Lesnar a acceptat provocarea lui Goldberg la o lupta care s-a programat pentru Survivor Series. Pe 31 octombrie, la Raw, Goldberg a reapărut pentru al avertiza pe Lesnar despre lupta lui, dar Heyman a venit să râda de el și, de asemenea, Rusev să-l atace dar Goldberg a răspuns prin aplicarea unui Jackhammer pentru Rusev, și instantaneu a aplicat o Suliță pentru Heyman. Pe 14 noiembrie la Raw, a avut o grea confruntare cu Lesnar, unde a atacat tot personalul de securitate, în scopul de a se confrunta cu Lesnar, dar Lesnar nu a făcut nimic, și-a ieșit din ring.
La Survivor Series, la învins pe Lesnar într-un minut și 25 de secunde, prin aplicarea la două  sulițe , urmat de un Jackhammer, și apoi a sărbătorit victoria cu fiul său în ring.
Luni mai târziu, Goldberg avea să participe la meciul Royal Rumble din 29 ianuarie 2017, unde a intrat pe locul 28 și l-a eliminat pe Lesnar în urma unei scurte confruntări și a unei sulițe, precum și pe Rusev și Luke Harper înainte de a fi eliminat de The Undertaker.
Lesnar a apărut apoi în episodul de Raw din seara următoare și l-a provocat pe Goldberg la un meci final la WrestleMania 33. Goldberg a acceptat provocarea lui Lesnar în episodul Raw din 6 februarie și, în același episod, a câștigat și un meci împotriva lui Kevin Owens pentru Campionatul Universal WWE. La Fastlane, Goldberg l-a învins pe Owens pentru Campionatul Universal. Acest lucru a condus la un meci împotriva lui Lesnar la WrestleMania, unde Goldberg și-a pus titlul în joc. La WrestleMania, Goldberg a pierdut titlul în fața lui Lesnar, ceea ce a fost și prima sa înfrângere curată într-un meci individual din întreaga sa carieră. Goldberg a apărut în seara următoare la Raw Talk (difuzat pe WWE Network după transmisiunea Raw) pentru a le urea rămas bun fanilor, dar în cele din urmă nu a exclus o revenire în viitor.
Pe 15 ianuarie 2018, ESPN a anunțat că Goldberg va fi inclus în WWE Hall of Fame. Acest lucru a fost confirmat apoi la Raw, odată cu anunțul WWE. Pe 25 martie, Paul Heyman a fost anunțat că îl va include pe Goldberg în Hall of Fame; evenimentul a avut loc pe 6 aprilie. În ciuda includerii sale în Hall of Fame, Goldberg a continuat să lupte pentru WWE. Următorul său meci a fost împotriva lui The Undertaker la evenimentul Super ShowDown pe 7 iunie 2019. În timpul meciului, Goldberg a suferit o comoție cerebrală la câteva minute de la începutul meciului, care i-a afectat grav performanța, eșuând mai multe mișcări, inclusiv Jackhammer-ul eșuat asupra lui The Undertaker, până când The Undertaker a câștigat în cele din urmă meciul. Următorul său meci a fost la SummerSlam, unde l-a învins pe Dolph Ziggler.
După șase luni de inactivitate, Goldberg și-a făcut revenirea în WWE în episodul SmackDown din 7 februarie 2020, când a apărut prin satelit și l-a provocat pe „The Fiend” Bray Wyatt la un meci pentru Campionatul Universal, lucru pe care Wyatt l-a acceptat, pregătind un meci între cei doi la evenimentul Super ShowDown. La Super ShowDown pe 27 februarie, Goldberg l-a învins pe The Fiend pentru a câștiga Campionatul Universal pentru a doua oară, devenind primul wrestler care câștigă un campionat mondial după ce a fost inclus în WWE Hall of Fame. În săptămânile următoare, WWE a programat un meci între Goldberg și Roman Reigns la WrestleMania 36 pentru Campionatul Universal, dar după ce Reigns a ales să se retragă din cauza îngrijorărilor legate de pandemia de COVID-19, noul adversar al lui Goldberg a fost Braun Strowman. La WrestleMania, Goldberg a pierdut Campionatul Universal în fața lui Strowman.

#### Diverse rivalități și meciuri finale (2021-prezent)
După o pauză de nouă luni, Goldberg l-a înfruntat pe Drew McIntyre pentru Campionatul WWE la Royal Rumble pe 31 ianuarie 2021, dar nu a reușit să câștige campionatul. Goldberg a revenit în episodul de Raw din 19 iulie, primul episod în fața unui public live în peste un an, pentru a-l înfrunta pe campionul WWE Bobby Lashley, insinuând un posibil meci între cei doi. În episodul de Raw din 2 august, Lashley a acceptat provocarea lui Goldberg, oficializând meciul lor de la SummerSlam pentru Campionatul WWE. La SummerSlam, Goldberg a pierdut din cauza incapacității de a continua după ce s-a accidentat la genunchi. Când Lashley a continuat să-l atace după sfârșitul meciului, fiul lui Goldberg, Gage, a intervenit, dar a sfârșit prin a fi și el atacat.
În episodul din 30 august al Raw, a fost difuzat un interviu cu Goldberg, în timpul căruia acesta a dezvăluit că are nevoie de o operație la genunchi și a jurat că se va întoarce pentru a se răzbuna pe Lashley pentru că l-a atacat pe fiul său, Gage. În episodul din 27 septembrie al Raw, a apărut prin satelit pentru a-l critica din nou pe Lashley pentru că și-a atacat fiul, jurând că îl va ataca pe Lashley ca răzbunare. În episodul din 4 octombrie al Raw, Goldberg l-a criticat pe Lashley, iar ca răspuns, Lashley l-a provocat pe Goldberg la un meci fără restricții la Crown Jewel. La Crown Jewel, Goldberg l-a învins pe Lashley pentru a pune capăt rivalității lor.
În episodul de SmackDown din 4 februarie 2022, Goldberg a revenit pentru a-l provoca pe campionul universal Roman Reigns la un meci la Elimination Chamber, un meci care fusese inițial planificat pentru WrestleMania 36 cu doi ani înainte. La Elimination Chamber, Goldberg a pierdut în fața lui Reigns prin predare tehnică.
Pe 5 octombrie 2024, la Bad Blood, Goldberg și Gage erau în public. Când Gunther a ieșit și i-a insultat pe el și pe Gage, Goldberg a încercat să-l atace, dar a fost reținut de agenții de pază.
În timpul podcastului de la SEC Network, Goldberg a anunțat că se va întoarce la WWE pentru meciul său de retragere la un moment dat în 2025.

## În luptă
- Manevre de Final
  - Jackhammer[6][1] (Vertical suplex powerslam)
  - Sulița,[6][1] uneori, dintr-o poziție ridicată[7][8]

## Campionate și realizări
- World Championship Wrestling
  - WCW World Heavyweight Championship (1 dată)
  - WCW United States Heavyweight Championship (2 ori)
  - WCW World Tag Team Championship (1 dată) - cu Bret Hart
  - Triple Crown Championship (Al cincelea)
- World Wrestling Entertainment
  - WWE World Heavyweight Championship
  - WWE United States Championship
  - WWE Universal Championship (2 ori)
  - WWE Hall of Fame
- Pro Wrestling Illustrated
  - PWI Luptător mai inspirat de an - 1998
  - PWI Debutant al anului - 1998
  - Situat în partea de N°2 în PWI 500 în 1998[9]
  - Situat în partea de N°9 în PWI 500 în 1999[10]
  - Situat în partea de N°39 în PWI 500 în 2003[11]
  - Situat în partea de N°48 în PWI 500 din 2004[12]
  - Situat în partea de N°75 în cele mai bune 500 de luptători de istorie - PWI Ani, 2003.[13]
- Wrestling Observer Newsletter
  - A CÂȘTIGAT titlul de debutantul anului - 1998